# Michał Szpinda
Michał Edward Szpinda – polski chirurg ogólny, profesor nauk medycznych, do 2024 kierownik Katedry i Zakładu Anatomii Prawidłowej w Collegium Medicum w Bydgoszczy. W 2024 roku dołączył do kadry dydaktycznej nowo otwartego wydziału medycznego Politechniki Bydgoskiej im. Jana i Jędrzeja Śniadeckich.

## Życiorys
Michał Szpinda ukończył studia w 1989 na Akademii Medycznej w Lublinie. Następnie przeniósł się do Bydgoszczy, gdzie zaczął pracę na katedrze anatomii. W latach 1998–2008 pełnił funkcję pełniącego obowiązki, a w latach 2008 - 2024 był kierownikiem tej katedry. Tytuł doktora nauk medycznych otrzymał w 1993, habilitację w 2007. W 2014 uzyskał tytuł profesora nauk medycznych.
W marcu 2021 w internecie zamieszczone zostały nagrania rozmowy, która ujawniła wysoce nieetyczne sposoby przeprowadzania egzaminów na katedrze. W 2021 roku został zawieszony na własną prośbę w pełnieniu swojej funkcji Koordynatora przedmiotu „Anatomia prawidłowa”. Szczegółowe postępowanie wyjaśniające w tej sprawie nie potwierdziło jednak żadnych nieprawidłowości i całkowicie oczyściło Prof. Szpindę z tych pomówień. W dniu 22.04.2021 roku Rzecznik Dyscyplinarny ds. Nauczycieli Akademickich wydał postanowienie o umorzeniu postępowania wyjaśniającego.
Autor czterotomowego podręcznika Anatomia prawidłowa człowieka (2022, wydawnictwo Edra Urban & Partner).